# Asperula kotschyana
Asperula kotschyana là một loài thực vật có hoa trong họ Thiến thảo. Loài này được (Boiss. & Hohen.) Boiss. mô tả khoa học đầu tiên năm 1875.